# Termoreactor

Termoreactor
Esquema del caça Mikoyan-Gurevich I-250 (N) Groc: motor, Verd: compressor,
Taronja: cambra de combustió
Vermell: sortida del conducte

Es denomina  termoreactor  a un intent primitiu de construir un motor de reacció, en el qual un motor de combustió interna comú proveeix de gir al compressor per fer funcionar la cambra de combustió i produir empenta. Se sap de dos avions que han utilitzat aquesta motorització, un és el biplà Coandă-1910 i l'altre és el Caproni Campini CC.2